# L'avventuriera perversa
L'avventuriera perversa (The Wicked Lady) è un film del 1983 diretto da Michael Winner.
Basato sul romanzo Life And Death of the Wicked Lady Skelton, scritto da Magdalen King-Hall nel 1945, è un remake de La bella avventuriera, con Margaret Lockwood e James Mason.

## Trama
Lady Caroline sta per sposare il ricco quanto magnanimo Sir Ralph ed invita sua sorella Barbara nella tenuta di campagna del fidanzato per farle da damigella d'onore. Ma Barbara, ambiziosa e senza scrupoli, seduce Sir Ralph e ne diviene la moglie, ottenendo il titolo e il prestigio che tanto bramava. La ricchezza, però, presto la annoia e, per recuperare una preziosa spilla di famiglia persa al gioco, decide di fingersi un rapinatore e sottrarre il gioiello alla nuova proprietaria. Il borseggio ha successo, e l'emozione dell'esperienza spinge Lady Barbara a mascherarsi nuovamente per compiere nuovi misfatti. Durante l'ultimo colpo incontra il famoso bandito Jerry Jackson, ricercato e accusato dei furti commessi in realtà da Barbara, ed inizia a lavorare insieme a lui, diventandone anche l'amante. Ma, dopo un assassinio non previsto e al ritrovamento di un fazzoletto che molti sanno in suo possesso, Lady Barbara inizia a temere di essere scoperta: dopo aver eliminato un fedele servitore, unico a conoscenza delle sue imprese, decide di tradire Jackson e seppellire per sempre il suo segreto.

## Produzione
All'attore Mark Burns, scelto per interpretare il personaggio di Re Carlo II, durante la lavorazione del film il regista Winner comunicò di non avere abbastanza soldi per pagare il suo salario secondo le tariffe del sindacato attori. Burns gli rispose di fare una donazione al Police Memorial Trust, del quale Winner era direttore. Anni dopo, quando Burns venne chiamato a giudizio in un'aula di tribunale per aver superato il limite di velocità stradale, Winner testimoniò che nel 1983 l'attore aveva devoluto "il suo intero cachet" al fondo per i caduti della Polizia. Dopo la sua testimonianza, Burns venne subito rilasciato.

### Riprese
Il film è stato girato prevalentemente in Inghilterra, nel Kent. La dimora di Sir Ralph è il castello di Hever, nel piccolo villaggio di Hever, nel distretto di Sevenoaks.

## Distribuzione
La pellicola è stata presentata fuori concorso al Festival di Cannes nello stesso anno. Il film, uscito nelle sale cinematografiche statunitensi nell'aprile del 1983, in Italia è stato distribuito nell'estate dello stesso anno dalla Columbia Pictures.
La critica non apprezzò molto la pellicola, e Faye Dunaway ricevette una nomination ai Razzie Awards come peggior attrice protagonista, due anni dopo aver vinto il premio nel 1981 per il ruolo di Joan Crawford nel controverso film Mammina cara.